# Wysokie (rejon bereski)
Wysokie (biał. Высокае, Wysokaje; ros. Высокое, Wysokoje) – wieś na Białorusi, w obwodzie brzeskim, w rejonie bereskim, w sielsowiecie Stryhin, nad Jasiołdą.
Współcześnie wieś obejmuje także dawną wieś Proce.

## Historia
W XIX i w początkach XX w. Wysokie i Proce położone były w Rosji, w guberni grodzieńskiej, w powiecie słonimskim, w gminie Piaski.
W dwudziestoleciu międzywojennym leżały w Polsce, w województwie poleskim, w powiecie kosowskim/iwacewickim, w gminie Piaski. W 1921 Wysokie liczyło 126 mieszkańców, zamieszkałych w 20 budynkach. Proce liczyły zaś 152 mieszkańców, zamieszkałych w 28 budynkach. Obie miejscowości zamieszkiwali wyłącznie Białorusini wyznania prawosławnego.
Po II wojnie światowej w granicach Związku Sowieckiego. Od 1991 w niepodległej Białorusi.